# Wizje Sądu Ostatecznego
Wizje sądu ostatecznego, też Ołtarz kardynała Grimaniego (niderl. Visioenen uit het hiernamaals) – poliptyk składający się z czterech skrzydeł o wymiarach 86,5 × 39,5 cm każdy, wykonany techniką olejną na desce przez niderlandzkiego malarza Hieronima Boscha. Obecnie (2019) wszystkie cztery panele przechowywane są w Galerii Akademii (Pałac Dożów) w Wenecji.

## Tło historyczne
Podobnie do innych dzieł Hieronima Boscha, których malarz nie zwykł datować, nie ma pewności co do daty jego ukończenia. Powstanie poliptyku przyjęto tradycyjnie na lata 1500–1504. Wyniki dendrochronologicznych badań paneli wskazują, że mogły powstać około 1490 roku lub później.
Studiujący m.in. obrazy Hieronima Boscha węgierski historyk sztuki Charles de Tolnay uważał, że zachowane skrzydła były częściami większego tryptyku – panele pokrywające boczne skrzydła miały być umieszczone jeden nad drugim po każdej ze stron: po lewej stronie – panel Błogosławieni w ziemskim raju nad panelem Wzniesienie błogosławionych do raju, a po prawej stronie – Upadek potępionych nad częścią Piekło. Środek miał stanowić jeden główny panel. Według innych źródeł, brakujący środek mógł przedstawiać scenę Sądu Ostatecznego.
Charles de Tolnay wysunął również drugą hipotezę – sugerował, że poliptyk mógł składać się w istocie z 4 paneli: panele Błogosławieni w ziemskim raju i Wzniesienie błogosławionych do raju miałyby stanowić jego środek, natomiast Upadek potępionych i Piekło – skrzydła.
Na podstawie katalogu pt. „Notizia d’opere del disegno” – listy najważniejszych dzieł pochodzących z XVI wieku w prywatnych zbiorach sztuki w Padwie, Mediolanie, Bergamo, Crema, i Wenecji, sporządzonej przez weneckiego kolekcjonera sztuki Marcantonio Michiela – uważa się, że poliptyk autorstwa Hieronima Boscha mógł znajdować się w zbiorach prywatnych weneckiego kardynała Domenica Grimaniego. W rozdziale poświęconym kolekcji tegoż kardynała widnieje notatka na temat takiego „obrazu”. Od nazwiska kardynała zaczerpnięto drugą nazwę dzieła – Ołtarz Kardynała Grimaniego.

## Tematyka paneli

### Upadek potępionych
Artysta przedstawił scenę panelu w bardzo ciemnych kolorach. Widoczne są jedynie tylko niektóre postacie poprzez ich lekko oświetlone zarysy. Malarz ukazał strącanie dusz przeklętych w stronę piekła, które spadają targane przez bestie w ciemności.

### Piekło
Drugie skrzydło poliptyku odnosi się do piekła, miejsca będącego straszliwym końcem wędrówki straconych dusz. Tło obrazu nie jest zdominowane przez barwy ciemne, jak w poprzednim panelu, ale uwidacznia się tutaj scena tragizmu skazanych na wieczne potępienie. Jasne odcienie żółci i czerwieni, będące odzwierciedleniem pożarów i ognia, oświetlają groźnie wyglądającą piekielną skałę, co podkreśla ponury i przerażający nastrój. Stosowanie tego typu oświetlenia piekielnych ciemności było bardzo częstym w przedstawieniach piekła, choćby w tryptyku Ogród rozkoszy ziemskich. W dolnej, najciemniejszej części panelu, przedstawiono kilku bezradnych grzeszników torturowanych w wodzie przez piekielne potwory. U dołu z lewej strony widoczny jest jeden z potępionych, którego gardło zostaje przebite mieczem przez piekielną bestię. Uwagę zwraca postać skazanego na pierwszym planie, przytrzymywanego przez bestię – zamyślony potępiony opiera głowę na dłoni w geście rozpaczy, przytłoczony wyrzutami sumienia.

### Błogosławieni w ziemskim raju
Trzeci panel przedstawia mężczyzn i kobiety w towarzystwie aniołów wznoszących swoje spojrzenie ku szczytowi wzgórza, na którym znajduje się fontanna symbolizująca źródło życia. Krajobraz otaczający ludzi odczytuje się jako raj na ziemi, miejsce dla ludzi oczyszczonych z grzechu.

### Wzniesienie błogosławionych do raju
Na tym panelu przedstawiono dusze ludzi podtrzymywane przez anioły, które zdają się prowadzić je do boskiego światła i życia wiecznego przez świetlisty tunel. Ta część pracy prezentuje koncepcję wydarzeń po śmierci, co ludzie, którzy doświadczyli śmierci klinicznej opisują często jako doświadczenie śmierci. Malarz, prezentując wizję życia pozagrobowego, odniósł się do nieświadomych odczuć takich jak tunel ze światłem na końcu.